# Chancellor (Alabama)
Chancellor ist gemeindefreies Gebiet im Geneva County im Bundesstaat Alabama in den Vereinigten Staaten.

## Geographie
Chancellor liegt im Südosten Alabamas im Süden der Vereinigten Staaten. Es befindet sich etwa 20 Kilometer nördlich der Grenze zu Florida.
Nahegelegene Orte sind unter anderem Coffee Springs (2 km südwestlich), Enterprise (11 km nördlich), Geneva (11 km südlich), High Bluff (13 km östlich), Clayhatchee (14 km nordöstlich). Die nächste größere Stadt ist mit 205.000 Einwohnern die etwa 125 Kilometer nördlich entfernt gelegene Hauptstadt Alabamas, Montgomery.

## Geschichte
Der Ort wurde nach dem frühen Siedler Wiley Chancellor benannt. 1900 wurde ein Postamt eröffnet.

## Verkehr
Der Ort liegt unmittelbar an der Alabama State Route 27, über diese besteht im Norden Anschluss an den U.S. Highway 84.
Etwa 12 Kilometer nördlich befindet sich der Enterprise Municipal Airport, 14 Kilometer südlich außerdem der Geneva Municipal Airport.